# Bruno Boschilia
Bruno Boschilia (* 13. April 1983 in Curitiba) ist ein brasilianischer Fußballschiedsrichterassistent. Er steht als dieser seit 2014 auf der Liste der FIFA-Schiedsrichter.

## Karriere
Als Assistent begleitete er nebst vielen Partien auf nationaler Ebene unter anderem international nebst Partien auf Klub-Ebene, darunter bei der Klub-Weltmeisterschaft 2019, auch Spiele von Nationalmannschaften. Hierbei war er bei mehreren U-Turnieren und der der Copa América 2016 vertreten. Zur Weltmeisterschaft 2022 wurde er ins Aufgebot der Assistenten berufen.